# 棉花小魔女
《棉花小魔女》（又译作）是由Success製作，SEGA在1991年推出的橫向捲軸射擊遊戲。该作为棉花小魔女系列开山之作，以小魔女「娜塔‧迪‧寇特（Nata De Cotton）」為主角，剧情讲述小魔女戈頓為了獲得妖精的糖果而展開冒險。
游戏可以透過攻擊敵人得到經驗值（EXP），而经验表集滿可用来提升射擊的子彈尺寸、威力與數量，以及連續擊倒敵人時會引發連鎖，增加打倒敵人獲得的分數。攻擊分為一般射擊、蓄能射擊與特殊攻擊3種。
在2021年推出了重製版的《棉花小魔女重启》（COTTON REBOOT） ，游戏曾被漫画家水上廣樹繪成漫畫全一冊。